# Hérouville-Saint-Clair
Hérouville-Saint-Clair település Franciaországban, Calvados megyében. Lakosainak száma 22 473 fő (2022. január 1.). Hérouville-Saint-Clair Biéville-Beuville, Blainville-sur-Orne, Caen, Colombelles, Épron és Mondeville községekkel határos.

## Népesség
A település népességének változása:
| Lakosok száma | 9041 | 24 298 | 24 795 | 22 766 | 21 393 | 22 460 | 22 954 | 22 555 | 22 150 | 22 473 |
|               | 1968 | 1982   | 1990   | 2006   | 2013   | 2015   | 2017   | 2019   | 2020   | 2022   |